# Bandiera buddista

La bandiera buddhista.

La bandiera buddhista.

La bandiera buddista è la bandiera che rappresenta simbolicamente la religione buddista.

## I precedenti storici
Il Buddhismo theravada è la religione del popolo singalese da oltre duemila anni. L'arrivo dei colonizzatori europei, prima portoghesi, poi olandesi e infine britannici, segnò una dura persecuzione del Buddhismo sull'isola. A parte le violenze contro i monasteri perpetrate dai cattolici portoghesi nel XVII secolo, i cristiani olandesi, che gli subentrarono, promossero subito dei divieti religiosi a danno della religione singalese tradizionale e, nel 1770, il varo di una ordinanza che proibiva la tradizionale e millenaria festa buddhista del Vesak. Furono tuttavia gli inglesi, che sostituirono gli olandesi nel XIX secolo, a promuovere una strategia progressiva per la scomparsa del Buddhismo dallo Sri Lanka e la sua conseguente cristianizzazione. I legislatori britannici avviarono una sistematica diffusione di scuole cristiane scoraggiando in ogni modo l'insegnamento della religione buddhista.

## La Società buddhista di Colombo, il Vesak e la nascita della bandiera
Questo difficile clima fu interrotto nel 1880 solo grazie all'intervento del colonnello americano Henry Steel Olcott, il quale, convertitosi al Buddhismo, fondò a Colombo la Società Teosofica Buddhista "Colombo". Questa società si attivò subito attraverso la costituzione di un Comitato di difesa dei buddhisti, per recuperare i diritti alla libertà religiosa da parte delle comunità buddhiste. Il colonnello Olcott diffuse, con grande determinazione e in tutto il mondo, questa battaglia per i diritti religiosi dei singalesi. Il risultato della pressante sensibilizzazione internazionale fu raggiunto il 27 marzo del 1885 quando il Governatore britannico dello Sri Lanka proclamò festa pubblica il Vesak.
In quella circostanza il Comitato fondato da Olcott concepì l'idea di una bandiera buddhista.
A tutt'oggi non è chiaro chi fu l'autore del disegno della bandiera (forse fu il segretario del Comitato, Carolis Pujitha Gunawardena), tuttavia i cinque colori che la compongono furono scelti per la loro corrispondenza ai colori che la tradizione buddhista vuole fossero emanati dal corpo del Buddha quando egli raggiunse la bodhi, l'"illuminazione": il blu dai capelli, il giallo oro dalla pelle, il rosso dalla carne e dal sangue, il bianco dalle ossa e dai denti, il rosa/arancione dal palmo delle mani, dai talloni e dalle labbra. Inoltre, i cinque colori si sarebbero poi fusi per formare un nuovo colore non definibile ma molto brillante. La bandiera si compone quindi di cinque bande colorate verticali, disposte nell'ordine già detto, più una banda orizzontale che riporta gli stessi colori e nello stesso ordine ma dall'alto verso il basso. Il significato dei colori della bandiera rappresenta: il blu, la compassione verso tutti gli esseri senzienti e lo spirito di pace; il giallo, la Via di mezzo dell'insegnamento del Buddha Shakyamuni, lontana da qualsiasi estremo; il rosso, i doni della pratica spirituale e meditativa; il bianco, la purezza e la liberazione; l'arancione (in Birmania sostituito dal rosa), la saggezza dell'insegnamento del Buddha; la sesta banda presenta i colori orizzontalmente per indicare la completa fusione tra tutte queste caratteristiche.
La bandiera fu issata il 28 aprile 1885 a Colombo in occasione della cerimonia del Vesak celebrata presso il tempio buddhista Theravada "Deepaduttamarama Vihara Kotahena"; venne poi modificata l'anno successivo, su suggerimento dello stesso colonnello Olcott, assumendo la forma e le dimensioni attuali tipica delle bandiere nazionali, risultando più adatta ad essere trasportata nelle processioni ed esposta in ambienti chiusi come quello dei templi e dei monasteri.
In occasione del Vesak del 1985 i buddhisti di tutto il mondo hanno celebrato il centenario della loro "bandiera" e in qualche modo varato l'uso, suggerito dal colonnello Olcott, di simbolo universale della fede buddhista.

## La bandiera buddhista e le vicende vietnamite del 1963
Nel 1963 il presidente del Vietnam del Sud Ngo Dinh Diem, di religione cattolica, fece attaccare duramente dalla polizia i religiosi buddhisti mahayana, pacifisti e non violenti, producendo la cosiddetta crisi buddhista del 1963. Tutto cominciò proprio a causa delle bandiere: i cattolici il 1º maggio 1963, erano stati incoraggiati, a mettere in bella mostra le bandiere papali per commemorare il 25º anniversario dell'ordinazione clericale di Pierre Martin Ngô Đình Thục, arcivescovo di Hué, nominato il 24 novembre 1960 da papa Giovanni XXIII.
Sette giorni dopo, l'8 maggio 1963, i buddhisti si riunirono a Huế per celebrare il 2527º anniversario della nascita di Buddha, ma il vicecapo della provincia, cattolico, fece applicare un vecchio decreto che proibiva di esporre il loro vessillo multicolore, da qui la protesta pacifica, repressa nel sangue, con nove morti sparati dalla polizia e quattordici feriti.

## Colori e significati
| Blu: Compassione verso tutti gli esseri senzienti e spirito di pace                           |
| Giallo: La Via di mezzo dell'insegnamento del Buddha Shakyamuni, lontana da qualsiasi estremo |
| Rosso: I doni della pratica spirituale e meditativa                                           |
| Bianco: Purezza del Dharma e Liberazione                                                      |
| Arancione: La saggezza dell'insegnamento del Buddha                                           |
| --------------------------------------------------------------------------------------------- |